# Normandiodendron
Normandiodendron é um género de plantas com flores pertencentes à família Fabaceae.
A sua área de distribuição nativa é da África Central Tropical Ocidental a Angola.
Espécies:
- Normandiodendron bequaertii (De Wild. ) J.Léonard